# Ferrovie del Kosovo
Ferrovie del Kosovo (in albanese: Hekurudhat e Kosovës Sh.A, in serbo: Kosovske Železnice D.D., in inglese Kosovo Railways J.S.C) è la compagnia ferroviaria del Kosovo, nata in seguito al trasferimento delle competenze della precedente amministrazione provvisoria denominata UNMIK Railways.

## Storia
La prima linea ferroviaria in Kosovo venne aperta nel 1874 durante il periodo in cui faceva parte dell'impero ottomano; venne esercita dalla Compagnie des Chemins de fer Orientaux di Maurice de Hirsch allo scopo di collegare Skopje via Hani i Elezit, Kosovo Polje con Kosovska Mitrovica. In seguito furono costruite le altre linee. 
Tra il 1929 e il 1991 la ferrovia fece parte della Jugoslovenske Železnice (JZ).
In seguito allo smembramento del vecchio stato jugoslavo e allo stato di guerra civile che ne è conseguito durante gli anni novanta del XX secolo le linee del Kosovo vi si sono trovate coinvolte e danneggiate pesantemente. Nel 1999 nell'ambito dell'intervento della KFOR il genio ferrovieri italiano ha contribuito al riattamento di parte delle infrastrutture danneggiate assumendone anche l'esercizio. Il 27 dicembre 1999 venne messo in circolazione il primo treno viaggiatori tra Kosovo Polje e Zvecan dopo la lunga interruzione e ripresi i servizi merci dalla Macedonia. Nel 2001 la rete ferroviaria venne gestita da un organismo internazionale apposito mediante la costituzione delle UNMIK Railways. Nel 2002 il servizio ferroviario venne esteso fino alla stazione di Leshak gestita in comune con le ferrovie jugoslave (JŽ) e il primo treno passeggeri vi giunse il 12 dicembre dello stesso anno. Nel 2006 la gestione delle ferrovie kosovare è passata infine dall'UNMIK alla Hekurudhat e Kosoves SH.a./Kosovske Železnice D.d. (HK). La proclamazione unilaterale di indipendenza del Kosovo nel marzo del 2008 ha fatto sì che l'azienda divenisse proprietà dell'autorità territoriale del Kosovo; il fatto ha creato attriti con le Ferrovie della Serbia (Železnice Srbije) per cui la tratta Leshak - Zvecan è ritornata in mano alla serba ŽS.
Nel 2010 le autorità della Repubblica del Kosovo hanno presa la decisione di attuare la liberalizzazione del mercato ferroviario per adeguarsi alle direttive europee per cui l'azienda ha subito un processo di ristrutturazione. Nel settembre 2011 l'azienda pubblica Ferrovie del Kosovo (HK), privatizzata, è stata divisa in due società, la Trainkos per l'esercizio dei treni e del personale e la Infrakos per la gestione e la manutenzione dell'infrastruttura ferroviaria. 

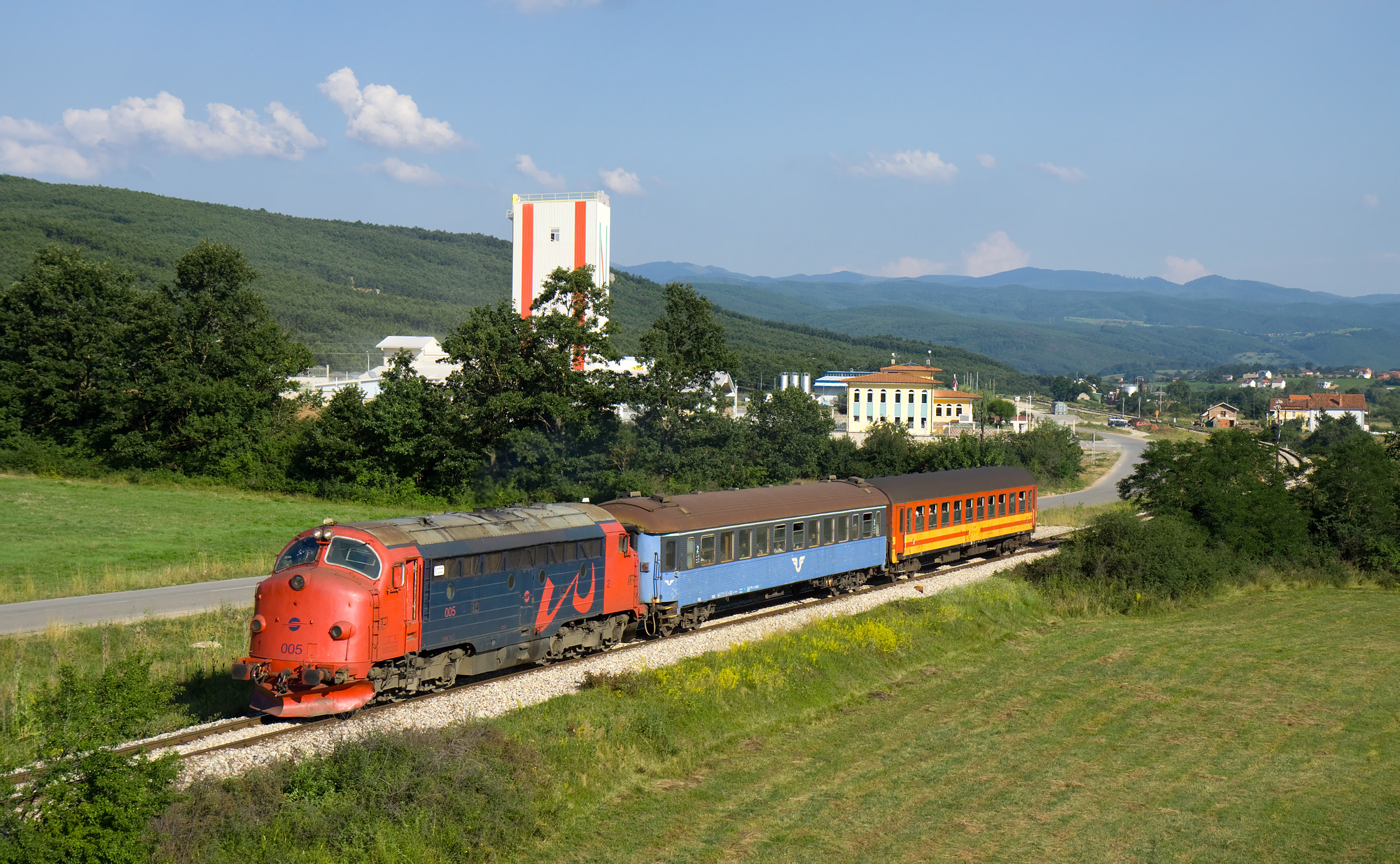
Locomotiva NoHAB in testa all'Intercity da Skopje

## La rete ferroviaria
La rete ferroviaria del Kosovo consta (al 2013) di 333,451 km di ferrovie atte al servizio passeggeri e 103,4 km per servizio merci e raccordi industriali, tutte a scartamento normale. La rete è interamente a binario unico e non elettrificata. L'asse principale è quello nord-sud posto sulla direttrice Belgrado-Skopje, tra Leshak e Hani i Elezit, i due punti limite prima delle frontiere rispettivamente con la Serbia e con la Macedonia.
Hub delle ferrovie del Kosovo è la capitale Pristina, dalla quale partono giornalmente treni Intercity per Peć e treni locali per Hani i Elezit. Un treno Intercity internazionale, dal 28 febbraio 2006, collega quotidianamente Pristina a Skopje, in Macedonia.

## Il materiale rotabile[5]
Le Ferrovie del Kosovo non dispongono di molto materiale proveniente dalle ex ferrovie jugoslave statali (JŽ) a causa della "secessione"; 
- 4 locomotive ex gruppo JŽ 661 e un certo numero di carri merci

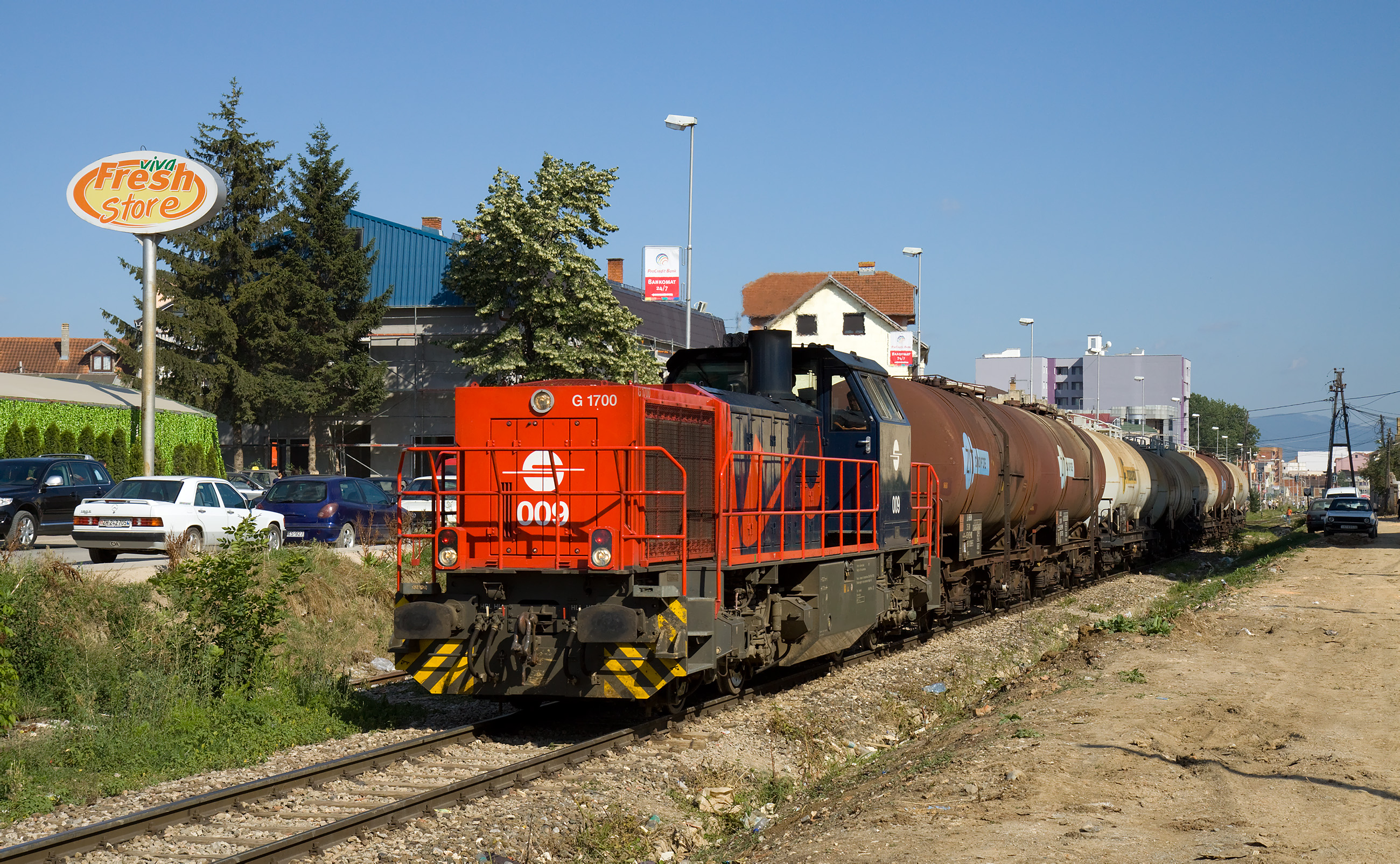
Locomotiva Vossloh G1700 in testa a un treno merci di cisterne a Feriza

Molto del materiale rotabile è stato donato da alcune ferrovie europee:
- le ferrovie della Norvegia hanno fornito 4 locomotive Di.3 NoHAB
- le ferrovie svedesi 3 automotrici ex gruppo Y e numerose carrozze viaggiatori
- le ferrovie dello Stato italiane 3 automotrici tipo 668 gruppo 1500 (1528, 1531, 1534).

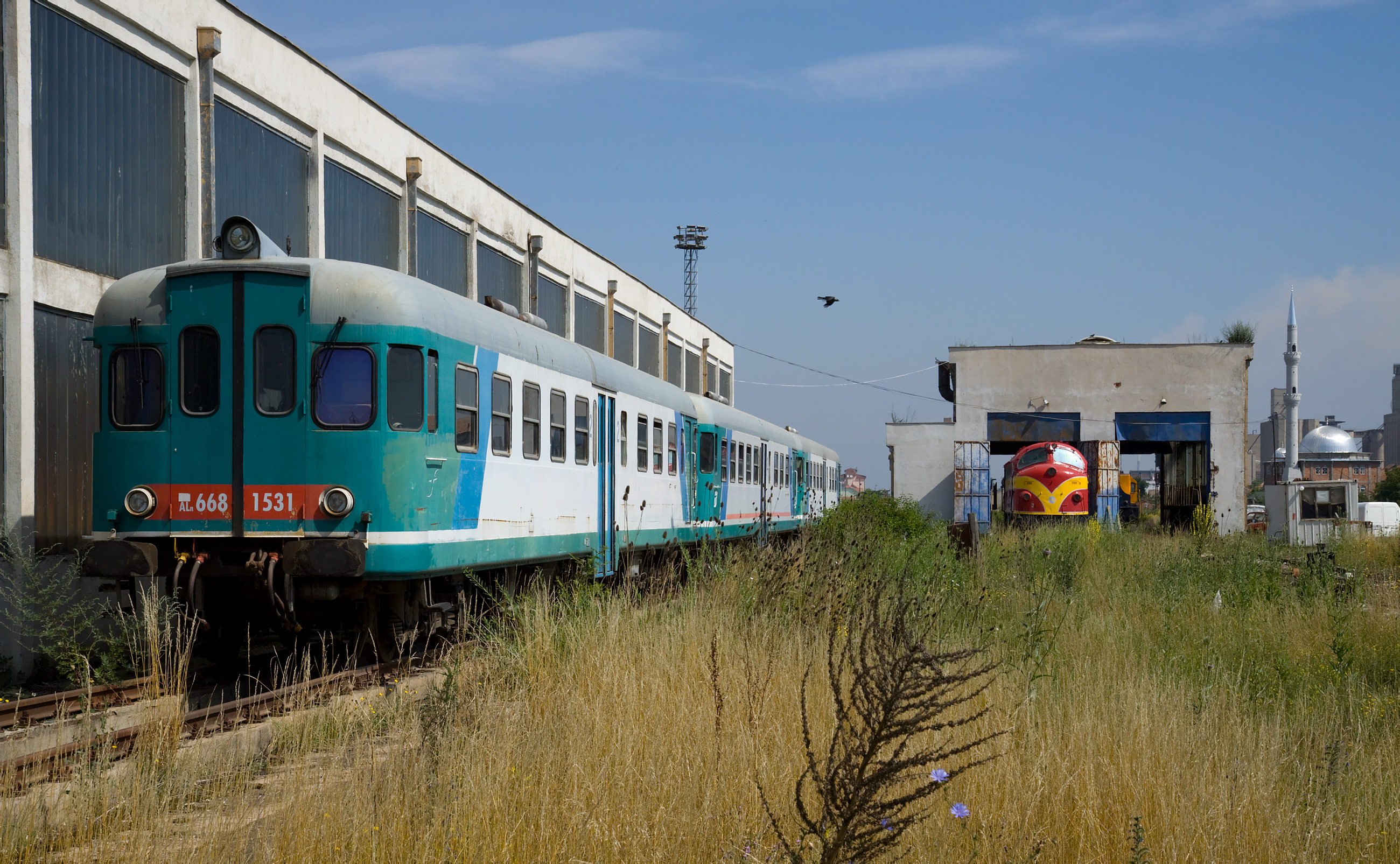
Automotrici 668.1500 ferme in deposito

Di proprio le Ferrovie del Kosovo hanno acquisito:
- 1 locomotiva diesel Vossloh G1700
- 2 automotori di fabbricazione bulgara gruppo MDD3

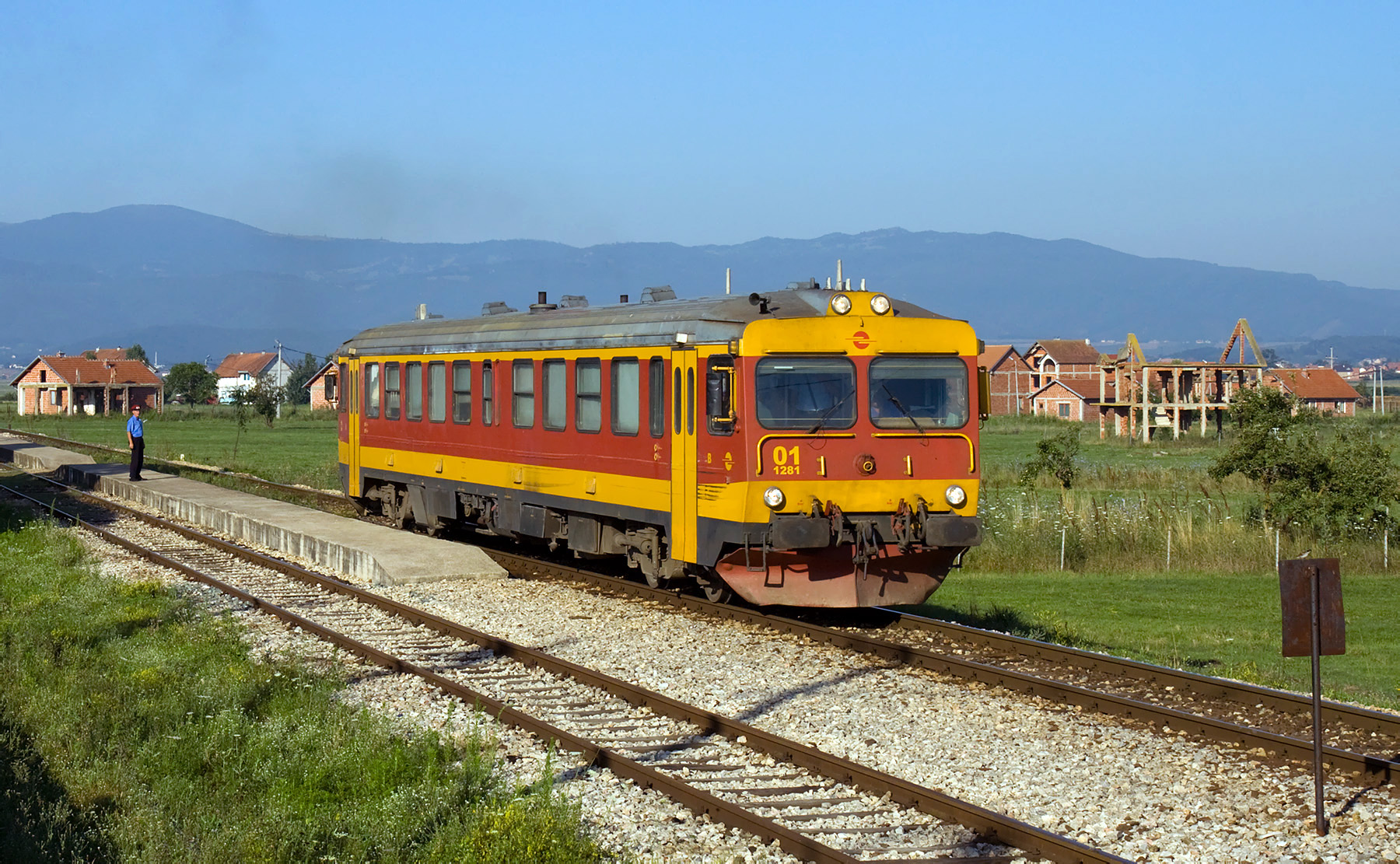
Automotrice ex SJ in servizio a Bablak